# Pelješac-bron
Pelješac-bron (kroatiska: Pelješki most, uttal: [pěʎeʃkiː môːst]) är en vägbro i Kroatien. Den förbinder orterna Komarna på det kroatiska fastlandet och Brijesta på halvön Pelješac i södra Dalmatien. Landets sydligaste län (Dubrovnik-Neretvas län) är en exklav avskuren från övriga Kroatien av en kort kustremsa vid Neum tillhörande grannlandet Bosnien och Hercegovina. Bron anses ha en strategisk betydelse då den kringgår den bosniska landremsan och utgör en fast och obruten vägförbindelse mellan Dubrovnik-Neretvas län och övriga Kroatien.
Den 2 404 meter långa snedkabelbron är näst efter Drava-bron Kroatiens längsta vägbro. Pelješac-bron öppnade för trafik den 26 juli 2022 och är kostnadsfri att passera.

## Bakgrund

Brons placering.

Kroatien är i den sydligaste delen avskuret av en drygt nio kilometer lång bilväg och 24 kilometer lång kustremsa som tillhör Bosnien och Hercegovina. Innan brons tillkomst tvingades resande från den södra delen av Dubrovnik-Neretvas län till övriga Kroatien (och vice versa) passera två gränsövergångar. Förfarandet ansågs vålla problem med trögare genomfart av människor och godstrafik som följd. Ett problem som intensifierades av ökande trafik under turistsäsongen. Kroatien är sedan år 2013 medlem i Europeiska unionen och ett framtida kroatiskt medlemskap i Schengensamarbetet förväntades förvärra problemen. Att uppföra en bro och skapa en fast vägförbindelse mellan Dubrovnik-Neretvas län och övriga landet ansågs av denna anledning vara av strategisk betydelse i Kroatien.  
Kroatien har sedan självständigheten från Jugoslavien år 1991 investerat i ett allomfattande vägnät av motorvägar och ur politisk synpunkt anses bron symbolisera en fysisk förening av landets alla delar.

## Historik
År 1997 föreslog den dåvarande socialdemokratiske landshövdingen i Dubrovnik-Neretvas län Ivan Šprlje att en bro skulle uppföras mellan Pelješac och det kroatiska fastlandet. Även om idén initialt förkastades av det då regerande konservativa partiet Kroatiska demokratiska unionen ("HDZ") fick den året därpå stöd av framstående partimedlemmar.
Den 24 oktober 2007 inleddes de första arbetena vid den tilltänkta bron. Den internationella finanskrisen som bröt ut samma år fick dock långtgående konsekvenser för Kroatien vars ekonomi gick in i en längre period av recession. År 2009 meddelade den sittande höger-mitten-regeringen att arbetena med brons uppförande skulle saktas ner. Detta  till följd av den ekonomiska krisen och ett program för ekonomisk åtstramning. Enligt den initiala planen skulle bron stå färdig år 2011 men dess tilltänkta invigning sköts då upp till år 2015.
I samband med parlamentsvalet år 2011 vann den så kallade Kuckeliku-koalitionen ledd av Kroatiens socialdemokratiska parti. Huruvida uppförandet av bron var ekonomiskt försvarbart var föremål för debatt i valkampanjen och den nya regeringen lät efter valet frysa de fortsatta arbetena med bron tills frågan var löst. Sedan en förstudie sponsrad av Europeiska unionen visat att en bro skulle vara den bästa lösningen för att förbinda Kroatiens sydligaste del meddelade den sittande transportministern Siniša Hajdaš Dončić att brons uppförande skulle återupptas år 2015/2016 
och att den kunde väntas stå klar år 2019.
Beslutet och upphandlingen blev dock fördröjd. Den 30 juli 2018 inleddes uppförandet av bron och den 28 juli 2021 sammanfogades brons sista del. Den 26 juli 2022 hölls den officiella invigningsceremonin och bron öppnade för trafik.

## Kontroverser
Bron korsar Mali Ston-viken och kroatiskt territorialvatten. Redan i planeringsstadiet orsakade bron polemik mellan Kroatien och grannlandet Bosnien och Hercegovina som hade och till viss del fortfarande har invändningar mot dess uppförande eller utförande. Konflikten har både ekonomiska och politiska undertoner. Den bosniska centralregeringen i Sarajevo uttryckte tidigt farhågor för att en bro kunde äventyra planerna på att bygga en framtida frakthamn i landets enda kuststad Neum. Den bosniska sidan föreslog att bron skulle vara högre vilket tillgodosågs av Kroatien och samtidigt ökade kostnaderna för att uppföra bron. Delar av det bosniska politiska etablissemanget ansåg att bron stred mot havsrätten och förhindrade Bosnien och Hercegovinas tillgång till öppet hav. Kroatien å andra sidan hävdade att bron inte utgjorde något hinder och att landet anpassat brons utförande för att tillgodose Bosnien och Hercegovinas behov.